# أثينا ديل كاستيو
أثينا ديل كاستيلو بيفيدي (من مواليد 24 أكتوبر 2000)، هي لاعبة كرة قدم إسبانية محترفة تلعب كمهاجمة لنادي ريال مدريد ومنتخب إسبانيا للسيدات.

## مسيرتها الدولية
استدعيت أثينا لمنتخب إسبانيا تحت 19 للمشاركة في بطولة أوروبا تحت 19 سنة 2018 في سويسرا، حيث فاز المنتخب باللقب. كانت أيضًا جزءًا من المنتخب الذي حصل على المركز الثاني في نفس المسابقة بعد عام.
ظهرت لأول مرة على المستوى الدولي في 23 أكتوبر 2020، حيث دخلت كبديلة في الدقيقة 86 في مباراة ضد التشيك، لتصبح أول لاعبة في ديبورتيفو تلعب مباراة دولية كاملة. في 21 سبتمبر 2021، سجلت أول هدف دولي لها في الفوز 7–0 على المجر. وفي المباراة الودية ضد المغرب، سجلت هدفين في الفوز 3–0.
في فبراير 2022، بعد عدة استدعاءات متتالية مع الفريق الأول، استُبعدت من القائمة الأولية لكأس أرنولد كلارك 2022، والتي كانت بمثابة التحضير لبطولة أمم أوروبا 2022. في تلك التواريخ استدعيت أثينا لمنتخب تحت 23 سنة للعب مباراة ودية في بلجيكا. لكن إصابة ماريونا كالدينتي في المباراة الأولى بالبطولة، حالت دون ذلك، حيث تم استدعاؤها للانضمام إلى المجموعة. وفي المباراة الثانية لإسبانيا في البطولة، لعبت أثينا الشوط الثاني واختيرت كأفضل لاعبة في المباراة. وبعد أداء جيدا ضد كندا، تم اختيار أثينا كأفضل لاعبة في البطولة.
تم اختيارها لتشكيلة يورو 2022. لعبت في جميع المباريات الثلاث في دور المجموعات، حيث شاركت كبديلة مرتين ثم بدأت في المباراة الثالثة. في خسارة ربع النهائي 2–1 أمام الأبطال النهائيين إنجلترا، كانت صاحبة الأسيست في الهدف الذي سجّلته إستير غونزاليس.
خاضت أثينا ست مباريات وسجلت هدفا واحدا لإسبانيا في تصفيات كأس العالم 2023. تم استدعاء أثينا إلى تشكيلة كأس العالم 2023. عانت من التواء في الكاحل خلال المباراة ضد زامبيا. وغابت عن المباراة التالية في دور المجموعات ضد اليابان لكنها عادت للعب بعد ذلك. فازت إسبانيا بالمباراة النهائية على إنجلترا 1–0 وتم إعلانها بطلة للعالم.

## الإحصائيات

### النادي
آخر تحديث المباراة التي لُعبت في 21 ديسمبر 2023.
| النادي                   | الموسم  | الدوري                             | الدوري    | الدوري  | الكأس     | الكأس   | أوروبا    | أوروبا  | أخرى      | أخرى    | المجموع   | المجموع |
| النادي                   | الموسم  | الدرجة                             | المشاركات | الأهداف | المشاركات | الأهداف | المشاركات | الأهداف | المشاركات | الأهداف | المشاركات | الأهداف |
| ------------------------ | ------- | ---------------------------------- | --------- | ------- | --------- | ------- | --------- | ------- | --------- | ------- | --------- | ------- |
| راسينغ سانتاندير للسيدات | 2017–18 | الاتحاد الأول                      | 24        | 15      | —         | —       | —         | —       | —         | —       | 24        | 15      |
| راسينغ سانتاندير للسيدات | 2018–19 | الاتحاد الأول                      | 22        | 22      | —         | —       | —         | —       | —         | —       | 22        | 22      |
| راسينغ سانتاندير للسيدات | المجموع | المجموع                            | 46        | 37      | —         | —       | —         | —       | —         | —       | 46        | 37      |
| ديبورتيفو لاكورونيا      | 2019–20 | الدوري الإسباني لكرة القدم للسيدات | 17        | 2       | 2         | 1       | —         | —       | —         | —       | 19        | 3       |
| ديبورتيفو لاكورونيا      | 2020–21 | الدوري الإسباني لكرة القدم للسيدات | 32        | 9       | 0         | 0       | —         | —       | —         | —       | 32        | 9       |
| ديبورتيفو لاكورونيا      | المجموع | المجموع                            | 49        | 11      | 2         | 1       | —         | —       | —         | —       | 51        | 12      |
| ريال مدريد               | 2021–22 | الدوري الإسباني لكرة القدم للسيدات | 29        | 5       | 3         | 0       | 10        | 0       | 1         | 0       | 43        | 5       |
| ريال مدريد               | 2022–23 | الدوري الإسباني لكرة القدم للسيدات | 30        | 6       | 4         | 1       | 8         | 3       | 1         | 0       | 43        | 10      |
| ريال مدريد               | 2023–24 | الدوري الإسباني لكرة القدم للسيدات | 12        | 5       | 0         | 0       | 6         | 1       | 0         | 0       | 18        | 6       |
| ريال مدريد               | المجموع | المجموع                            | 71        | 16      | 7         | 1       | 24        | 4       | 2         | 0       | 104       | 21      |
| المجموع                  | المجموع | المجموع                            | 166       | 64      | 9         | 2       | 24        | 4       | 2         | 0       | 201       | 70      |

1. ↑  Includes the Copa de la Reina de Fútbol
2. ↑  Includes the دوري أبطال أوروبا للسيدات
3. ↑  Includes the Supercopa de España Femenina

### دوليا
آخر تحديث المباراة التي لُعبت في 5 ديسمبر 2023.
| الفريق الوطني | السنة   | المشاركات | الأهداف |
| ------------- | ------- | --------- | ------- |
| إسبانيا       | 2020    | 1         | 0       |
| إسبانيا       | 2021    | 6         | 3       |
| إسبانيا       | 2022    | 14        | 1       |
| إسبانيا       | 2023    | 15        | 7       |
| المجموع       | المجموع | 36        | 11      |

أهداف إسبانيا مُدرجة أولا، ويشير عمود الهدف إلى النتيجة بعد كل هدف من أهداف ديل كاستيلو.
| #  | التاريخ        | المكان                                       | الخصم          | الهدف | النتيجة | المسابقة                             |
| -- | -------------- | -------------------------------------------- | -------------- | ----- | ------- | ------------------------------------ |
| 1  | 21 سبتمبر 2021 | ملعب هيديكوتي ناندور، بودابست، المجر         | المجر          | 4-0   | 7-0     | تصفيات كأس العالم للسيدات 2023       |
| 2  | 21 أكتوبر 2021 | ملعب برينسيبي فيليبي، كاسيريس، إسبانيا       | المغرب         | 1-0   | 3-0     | مباراة ودية                          |
| 3  | 21 أكتوبر 2021 | ملعب برينسيبي فيليبي، كاسيريس، إسبانيا       | المغرب         | 3-0   | 3-0     | مباراة ودية                          |
| 4  | 11 نوفمبر 2022 | الملعب البلدي ألفاريز كلارو، مليلية، إسبانيا | الأرجنتين      | 6-0   | 7-0     | مباراة ودية                          |
| 5  | 22 فبراير 2023 | ملعب ماكدونالد جونز، نيوكاسل، أستراليا       | جمهورية التشيك | 3-0   | 3-0     | كأس الأمم 2023                       |
| 6  | 11 أبريل 2023  | ملعب كان ميسيس، إيبيزا، إسبانيا              | الصين          | 1-0   | 3-0     | ودي                                  |
| 7  | 22 سبتمبر 2023 | غاملا أوليفي، غوتنبرغ، السويد                | السويد         | 1-1   | 3-2     | دوري الأمم الأوروبية للسيدات 2023–24 |
| 8  | 31 أكتوبر 2023 | ملعب ليتزيغروند، زيورخ، سويسرا               | سويسرا         | 1-5   | 1-7     | دوري الأمم الأوروبية للسيدات 2023–24 |
| 9  | 31 أكتوبر 2023 | ملعب ليتزيغروند، زيورخ، سويسرا               | سويسرا         | 1-6   | 1-7     | دوري الأمم الأوروبية للسيدات 2023–24 |
| 10 | 1 ديسمبر 2023  | ملعب بازارون البلدي، بونتيفيدرا، إسبانيا     | إيطاليا        | 1-0   | 2-3     | دوري الأمم الأوروبية للسيدات 2023–24 |
| 11 | 5 ديسمبر 2023  | ملعب لا روزاليدا، مالقة، إسبانيا             | سويسرا         | 2-3   | 5-3     | دوري الأمم الأوروبية للسيدات 2023–24 |

## الإنجازات
إسبانيا
- كأس العالم للسيدات : 2023

إسبانيا تحت 19 سنة
- بطولة أوروبا للسيدات تحت 19 سنة: 2018